# Pierre Jeannin (Historiker)
Pierre Jeannin (* 8. Dezember 1924 in Mollans, Département Haute-Saône, Franche-Comté; † 10. März 2004 in Paris) war ein französischer Historiker der Annales-Schule.
Jeannin besuchte von 1946 an mit dem gleichaltrigen Mediävisten Jacques Le Goff die École normale supérieure (ENS) in der Rue d’Ulm. Ab 1950 arbeitete er als Lehrer in Amiens und Paris.  Von 1952 bis 1964 lehrte er zudem am Institut d’études politiques de Paris, war 1953 bis 1957 Assistent an der Sorbonne, Repetitor an der ENS (1957–1961) und „Maître-Assistant“ an der Sorbonne (1961–1964). Im Anschluss wurde er Professor für „Wirtschaften und Gesellschaften des modernen Europa“ an der VI. Sektion der École pratique des hautes études (EPHE), aus der 1975 die École des hautes études en sciences sociales (EHESS) hervorging.
Pierre Jeannins Spezialgebiete waren die Geschichte der Kaufleute und Nordeuropas in der Frühen Neuzeit. 1957 erschien sein in mehrere Sprachen übersetzter Essai „Les Marchands au XVIième siècle“. Bahnbrechend war sein 1964 in zwei Teilen in der Revue Historique abgedruckter Artikel über den Sundzoll. Für die Reihe der „Nouvelle Clio“ verfasste er einen Band über Nordwest- und Nordeuropa im 17. Und 18. Jahrhundert (1969). Ab 1977 initiierte und leitete er eine großangelegte internationale Studie zu Kaufmannshandbüchern in Europa. Drei gemeinsam mit den deutschen Historikern Jochen Hoock und Wolfgang Kaiser bearbeitete und herausgegebene Bände erschienen unter dem Titel „Ars Mercatoria“ noch zu seinen Lebzeiten.